# Philippe Gleizes
Philippe Gleizes est un batteur et compositeur de jazz, de musique improvisée et de rock d’avant-garde, né en 1968 à Villeneuve-Saint-Georges.

## Biographie

### Études musicales
Musicien autodidacte, il débute par la guitare à l’âge de 8 ans et joue dans des groupes plutôt rock. À 19 ans il se met à la basse puis à la contrebasse en découvrant John Coltrane, Miles Davis et plus généralement les musiques improvisées et ternaires. À 20 ans finalement c’est vers la batterie qu’il se tourne, cet instrument faisant pour lui plus sens dans l’expression». Ses influences sont Elvin Jones, Tony Williams, Rashied Ali, Christian Vander, Jack DeJohnette…  Il joue ainsi dans ses premières formations en tant que batteur (dont le groupe Chewbacca avec Jad Ayache, Stéphane Jaoui, Stephane Guéry  Himiko Paganotti ).
En faisant des jams sessions aux Islettes en 1998 il fait la connaissance de Médéric Collignon avec lequel il sympathise. C’est le début d’une longue et riche collaboration, Tout d’abord en duo avec Kollossal Kolonel (qui s’illustrera de manière marquante en défendant les droits des intermittents lors d’une nomination aux Victoires du jazz en 2003 ) puis avec le Jus de Bocse  (3 albums ) et Septik qui revisite la musique d’Ennio Morricone.
Il rencontre aussi tout un réseau de musiciens avec lesquels il enregistre plusieurs disques au sein du label Chief Inspector. C’est ainsi qu’il fait partie du Kolkhöze Printanium de Paul Brousseau, de United Colors of Sodom (avec entre autres Jean-Philippe Morel et Médéric Collignon), de Call the Mexicans !!! et de Mutatis Mutandis. Avec Dr Knock et en duo avec Laurent Bardainne, il obtient le premier et le troisième prix de groupe à la Défense en 2001.
Batteur puissant et généreux, il s’illustre dans ses propres formations qui laissent une large part à l’improvisation : Ank (avec Mathieu Jérôme et Benjamin Duboc) GleizKrew (avec Antonin Rayon et Hugues Mayot), Mother  (avec Emmanuel Borghi et Benjamin Duboc). En 2013 il joue avec Christian Vander dans Offering et sort le premier disque de Caillou, formation de jazz-rock et de musique improvisée, menée par Philippe Gleizes et Rudy Blas.
L’album est salué par la critique, entre autres pour « sa perpétuelle et flamboyante alternance entre rock et jazz », ses « ambiances sonores expressives suggérant un univers onirique en référence au cinéma » et la « maîtrise époustouflante de [la batterie] par Philippe Gleizes ». Le groupe est programmé au festival Rock In Opposition en 2014.
Depuis d'autres collaborations et enregistrements se sont réalisés voir discographie.

## Récompenses
- 2001 : Premier et troisième prix de groupe à La Défense avec Dr Knock et en duo avec Laurent Bardainne.
- 2003 : Nomination aux Victoires du jazz avec Kollossal Kolonel, en duo avec Médéric Collignon.
- 2006 : Grand prix du disque de la musique jazz de l'Académie Charles-Cros pour l'album Porgy and Bess.
- 2010 : Victoires du jazz dans la catégorie "Artiste ou formation instrumentale française de l'année".
- 2013 : Victoire du jazz dans la catégorie "Album de l'année", avec A la recherche du roi frippé.

## Discographie
- 2003 : Mutatis Mutandis, Chief Inspector.
- 2003 : Bardainne-Gleizes, Chief Inspector.
- 2004 : Dr Knock, Chief Inspector.
- 2006 : Porgy and Bess, Discograph.
- 2007 : GleizKrew vol 1.1, MadRecordz.
- 2008 : Kolkhoze Printanium, Kokhoznitsa vol.1, D'Autres Cordes.
- 2009 : Call the Mexicans !!! Amputate My Arm Or Kill Me, MadRecordz.
- 2010 : Shangri-Tunkashi-La, Plus Loin Music.
- 2010 : GleizKrew, Vol 1.2 Marvejols Live, MadRecordz.
- 2012 : À la recherche du roi frippé, Just Looking.
- 2013 : Seven, Someone hears your prayer, Bandcamp, avec Daniel Jeand'heur, James MacGaw, Manuel Poletti, Jim Grandcamp, Philippe Bussonnet.
- 2013 : Caillou, Soleil Mutant.
- 2014 : Offering, concert Triton 2013, Seventh Records.
- 2015 : Panorama Circus, Painter of soul.
- 2015 : MoOvies, Just Looking.
- 2016 : Roxinelle, Le Maxiphone Collectif.
- 2017:  Band of Dogs - Le Triton
- 2019: Wad!?, Acel
- 2019: Band of Dogs 2 - Le Triton
- 2020:Tigre d'eau douce Love is everywhere Heavenely*Sweetness
- 2020:Wild Poetry David Patrois Pierre Marcault 5 tet Art / Spectacle
- 2021:Band of Dogs 3 Le triton
- 2022:Tigre d'eau douce Hymne au soleil Heavenely* Sweetness
- 2022:Immersion duo Antoine Viard, Philippe Gleizes . Coax record /Acel production
- 2023:Ad  Vitam une seconde chance Acel production
- 2024:Tigre d 'eau douce Eden Heavenely*Sweetness